# Combats de Bouca
Conflit centrafricain
Batailles
- Bouca
- Gaga
- Bouar
- Massacre de Bouar
- Incendie de Camp Bangui
- 1er Massacre de Boali
- 2e Bangui
- Bossangoa
- Opération Sangaris
- Bozoum
- Massacre de Bohong
- Massacre de Bossembélé‎
- Massacre de Bossemptélé
- Massacre de Baoro
- 2e Massacre de Boali
- 1er Grimari
- 2e Grimari
- Boguila
- Batangafo

Les combats de Bouca se déroulent pendant la guerre civile de Centrafrique, à Bouca.

## Déroulement
À 5h30 du matin, le 9 septembre, des miliciens anti-balaka s'en prennent violemment aux musulmans de Bouca. Une quarantaine sont tués, tandis que 250 maisons sont incendiées lors de combats qui durent trois heures. En représailles, les forces de la Seleka tuent une trentaine de chrétiens, et incendient à leur tour 300 habitations,.

## Conséquences
Selon Médecins sans frontières, ce sont près d'une centaine de personnes qui ont perdu la vie dans les combats de Bouca en septembre. L'ONG dénombre 700 maisons brûlées ainsi que 700 chrétiens réfugiés dans les locaux de la mission catholique de la ville. De nombreux autres habitants s'enfuient dans la brousse.